# Rahău
Rahău (în ucraineană Рахів, transliterat Rahiv, maghiară Rahó, idiș: ראחוב) este un oraș în partea de vest a Ucrainei, în regiunea Transcarpatia, situat la poalele Carpaților Păduroși. Este înfrățit cu orașul maghiar Seghedin (Szeged).
În timpul Primului Război Mondial, profesorul Tomáš Garrigue Masaryk a stat aici în 1917–1918, după cum comemorează placa de la Hotelul Ucraina.

## Demografie
Componența lingvistică a orașului Rahău
     Ucraineană (92,08%)
     Maghiară (4,8%)
     Rusă (2,28%)
     Alte limbi (0,73%)
Conform recensământului din 2001, majoritatea populației orașului Rahău era vorbitoare de ucraineană (92,08%), existând în minoritate și vorbitori de maghiară (4,8%) și rusă (2,28%).
Conform recensǎmântului din 2001, Structura etnicǎ este urmǎtoare:
- Ucraineni 83.8%
- Unguri 11.6%
- Români 3.2%
- Ruși 0.8%
- Alții 0.6%